# Zavrh, Trebnje
Zavrh je naselje v občini Trebnje.
Zavrh je gručasto naselje z nekaj hišami visoko na pobočju Brezovega vrha (470 m) v južnem delu krajevne skupnosti. V okolici so njive Stelnica, Orehov dol in Pri prelazu ter veliko gozda. Med NOB so bili na tem območju večkrat partizani, predvsem kadar so pripravljali napad na Žužemberk.